# Tara Nott
Tara Nott   (Del Rio, 10 de maig de 1972), de casada Cunningham és una aixecadora estatunidenca, ja retirada, que va competir a cavall del segle xx i el segle xxi.
El 2000 va prendre part en els Jocs Olímpics d'Estiu de Sydney, on guanyà la medalla d'or en la categoria del pes ploma, per a aixecadores amb un pes inferior a 48 kg, del programa d'halterofília. Inicialment la vencedora fou la búlgara Izabela Dragneva, però va ser desposseïda de l'or després de donar positiu en furosemida. Quatre anys més tard, als Jocs d'Atenes, fou desena en la mateixa prova.
En el seu palmarès també destaquen dues medalles d'or en la categoria del pes ploma als Jocs Panamericans, el 1999 i 2003, i set campionats nacionals (1996, 1997, 1999, 2000, 2002 a 2004).
El 2015 fou inclosa a l'International Weightlifting Hall of Fame.